# Liptovská Kokava
Liptovská Kokava (in ungherese Kokava) è un comune della Slovacchia facente parte del distretto di Liptovský Mikuláš, nella regione di Žilina.